# Henryk Hiż
Henryk Hiż (ur. 25 września?/8 października 1917 w Piotrogrodzie, zm. 19 grudnia 2006 w Cape May Point) – polski filozof analityczny, lingwista, filozof języka, logik, matematyk i etyk, przez większą część życia aktywny w Stanach Zjednoczonych, jeden z najmłodszych przedstawicieli szkoły lwowsko-warszawskiej.
Studiował na Uniwersytecie Warszawskim pod kierunkiem Tadeusza Kotarbińskiego. W czasie okupacji niemieckiej działał jako szyfrant w Komendzie Głównej Armii Krajowej i wziął udział w powstaniu warszawskim. W 1948 roku obronił doktorat na Harvard University pod kierunkiem Willarda Van Orman Quine’a, a w 1950 roku na stałe wyemigrował do Stanów Zjednoczonych, gdzie wykładał na kilku uczelniach wyższych. W latach 1960–1988 był pracownikiem naukowym University of Pennsylvania. W 1976 roku otrzymał Guggenheim Fellowship i wyjechał jako profesor wizytujący na University of Cambridge. W 1982 roku otrzymał Nagrodę Fundacji Alfreda Jurzykowskiego. Przez cały okres pobytu w USA utrzymywał żywy kontakt z polskim środowiskiem akademickim. Był członkiem Towarzystwa Naukowego Warszawskiego.
Opublikował około stu artykułów w recenzowanych czasopismach naukowych. Początkowo w swoich badaniach interesował się semantyką, logiką formalną i metodologią nauk, pozostając pod dużym wpływem szkoły lwowsko-warszawskiej. Od końca lat 50. zajmował się głównie zagadnieniami językoznawstwa w odniesieniu do logiki i filozofii. Określał się jako naturalista i behawiorysta lingwistyczny, przyjmując, że przedmiotem pracy lingwisty są przede wszystkim zachowania językowe. W kwestiach etycznych określał się jako „negatywny utylitarysta”. Był pacyfistą i ateistą.

## Życiorys

### Młodość i okupacja
Urodził się 8 października 1917 roku w Piotrogrodzie jako syn Tadeusza Hiża i Emilii z domu Elżanowskiej. Miał starszego brata Stanisława (1915−1999).
W 1920 roku przyjechał wraz z rodzicami do Polski, osiedlając się w Warszawie. Jego matka była architektką, natomiast ojciec pracował jako dziennikarz, obracając się w środowisku warszawskiej cyganerii. W domu Hiżów częstym gościem był m.in. Franciszek Fiszer. Po latach Henryk Hiż stwierdził, że „z domu rodzicielskiego wyniósł dużo”.
Uczęszczał do Gimnazjum im. Mikołaja Reja w Warszawie, w którym w 1937 roku zdał maturę. Przez dwa lata był aktorem Teatru Szkolnego Instytutu Reduty, w którym w 1938 roku wystąpił w sztuce Kościuszko pod Racławicami w reżyserii Marii Dulęby, w roli Bartosza Głowackiego. W teatrze tym miał też styczność z Ewą Kuniną, Juliuszem Osterwą i Iwo Gallem. Pod koniec lat. 30 związał się z tzw. młodzieżą demokratyczną. Był członkiem i jednym z założycieli antyfaszystowskiego Klubu Demokratycznego w Warszawie.
W 1937 roku rozpoczął studia filozoficzne na Uniwersytecie Warszawskim. Uczęszczał na wykłady i seminaria z logiki prowadzone przez Jana Łukasiewicza, Stanisława Leśniewskiego i Alfreda Tarskiego. Największy wpływ wywarł na niego Tadeusz Kotarbiński, którego Hiż uważał za swojego mistrza. Po wprowadzeniu na uniwersytecie getta ławkowego, w trakcie wykładów wraz z częścią studentów stawał pod ścianą w geście sprzeciwu.
W czasie okupacji niemieckiej kontynuował naukę w warunkach konspiracyjnych, na uniwersytecie podziemnym, do 1944 roku. Był wówczas asystentem Kotarbińskiego i Łukasiewicza, i pod ich nieobecność prowadził zajęcia. W tych latach zaprzyjaźnił się z Jerzym Pelcem, Klemensem Szaniawskim, Janem Strzeleckim, Andrzejem Grzegorczykiem i Krzysztofem Kamilem Baczyńskim.
Równocześnie działał w polskim ruchu oporu. Wstąpił w szeregi Armii Krajowej, w której działał jako szyfrant w Komendzie Głównej. Szyfrowania uczył go matematyk Stefan Mazurkiewicz. W 1943 roku poślubił Danutę Wicentowicz. W 1944 roku wziął udział w powstaniu warszawskim w stopniu podporucznika. Po upadku powstania trafił do niewoli niemieckiej i został wywieziony do oflagu w Lubece, gdzie zastał go koniec wojny.
Od młodych lat był pacyfistą. Miał stwierdzić, że nie umiałby użyć broni nawet w obronie własnej, a jednak „kilka łapanek moralnie czy nerwowo zmusiło mnie do wstąpienia do AK”, również dlatego w czasie wojny zajął się pracą w szyfrach. Decyzję o wybuchu powstania uważał za „niemądrą”.

### Studia w Belgii i USA. Roczny powrót do Polski
Po wyzwoleniu zapisał się na studia filozoficzne na Université Libre w Brukseli, gdzie wraz z żoną kształcił się pod kierunkiem m.in. Chaïma Perelmana i Eugène’a Dupréela. W 1946 roku uzyskał tam magisterium (licence en philosophie). W tym samym roku Hiżowie wyjechali do Stanów Zjednoczonych, wraz z powojenną falą wschodnioeuropejskich emigrantów i uchodźców.
W 1948 roku Hiż obronił pod kierunkiem Willarda Van Orman Quine’a doktorat na Harvard University. W latach 1948–1949 był wykładowcą i tutorem na Harvardzie. Poznał tam wówczas m.in. Clarence’a I. Lewisa, Percy'ego Williamsa Bridgmana i Philippa Franka.
Powrócił do Polski, gdzie w latach 1949–1950 był adiunktem na Wydziale Matematyki Uniwersytetu Warszawskiego, w Katedrze Filozofii Matematyki kierowanej przez Andrzeja Mostowskiego. Wiosną 1950 roku wykładał na Uniwersytecie Łódzkim, którego rektorem był Kotarbiński. Przyjaźnił się ze Stanisławem i Marią Ossowskimi. „Krótka próba zakotwiczenia się w kraju po wojnie zakończyła się rozczarowaniem”, również ze względu na zaczynający „powoli dominować kurs stalinowski”, w związku z czym w 1950 roku Henryk Hiż wyjechał wraz z żoną z powrotem do USA.

### Emigracja i stały pobyt w Stanach Zjednoczonych
W latach 1950–1951 był wykładowcą w Brooklyn College na New York University oraz na University of Pennsylvania w Filadelfii. W latach 1951–1953 był profesorem-asystentem filozofii matematyki na University of Utah. W latach 1953–1954 powrócił na University of Pennsylvania, gdzie wykładał filozofię. W latach 1954–1960 był profesorem-asystentem i profesorem nadzwyczajnym matematyki na Pennsylvania State University.
W 1962 roku Henryk Hiż wraz z żoną uzyskali obywatelstwo amerykańskie. Od roku 1960 Hiż był profesorem nadzwyczajnym, a w latach 1964–1988 profesorem zwyczajnym językoznawstwa na University of Pennsylvania. W latach 1958–1981 był tam zastępcą kierownika grupy badań nad transformacjami i analizą tekstów, subwencjonowanej przez National Science Foundation. Dorywczo był również członkiem Wydziału Informatyki i Wydziału Filozofii University of Pennsylvania. Utrzymywał kontakt z wykładającym na University of California logikiem Alfredem Tarskim, który pomógł Hiżowi uzyskać zatrudnienia w USA. W Filadelfii nawiązał bliską znajomość z filozofem Charlesem H. Kahnem, który zadedykował małżeństwu Hiżów swoją książkę The Verb „be” in Ancient Greek.
W 1966 roku Hiż był wykładowcą w Tate Institute for Advanced Study w Bombaju. W latach 1968–1971 był profesorem wizytującym filozofii na New York University. W latach 1973–1976 był wykładowcą filozofii na Columbia University. W latach 1976–1977 był dzięki stypendium Fundacji Guggenheima (Guggenheim Fellow) visiting fellow w Clare Hall na University of Cambridge. W 1976 był prezesem Semiotic Society of America.
W 1988 roku przeszedł na emeryturę i od tego czasu pracował jako profesor emerytowany językoznawstwa. Prowadził wykłady jeszcze w semestrze jesiennym 1988 i wiosną 1990.
Hiż „nigdy nie stracił kontaktu z polskim środowiskiem naukowym i żywo interesował się sytuacją w ojczystym kraju”. W USA prowadził dom „zawsze gościnny dla przybyszów z Polski”. Działał w Polskim Instytucie Naukowym w Ameryce. W latach 1976–1977 był profesorem wizytującym filozofii na Uniwersytecie Jagiellońskim. W 1991 został członkiem Towarzystwa Naukowego Warszawskiego. W latach 1991–1992 był profesorem wizytującym filozofii na Uniwersytecie Warszawskim. W 1995 roku wziął udział w VI Polskim Zjeździe Filozoficznym w Toruniu, gdzie wygłosił wykład o rozumowaniach w polszczyźnie. W 2001 roku wystąpił z referatem na konferencji The Tarski Centenary w Warszawie.
Zmarł 19 grudnia 2006 roku w Cape May Point w hrabstwie Cape May. Został pochowany na cmentarzu Rakowickim w Krakowie, w grobowcu rodzinnym (kwatera LX, rząd płd., miejsce 23). Jego symboliczny grób znajduje się na cmentarzu Powązkowskim w Warszawie, kwatera 13, rząd 3, miejsce 18.

## Praca i poglądy
Specjalizował się w logice i lingwistyce teoretycznej. Jan Woleński określił go „wybitnym przedstawicielem polskiej i amerykańskiej filozofii analitycznej”, „najmłodszym wychowankiem szkoły lwowsko-warszawskiej”, z którego śmiercią nastąpił „prawdziwy koniec” tej szkoły.
Hiż nie opublikował żadnej książki, ale pozostawił około stu artykułów, zamieszczonych m.in. w The Journal of Philosophy, The Journal of Symbolic Logic, Methods, Philosophy and Phenomenological Research, The Monist, Synthese, The Philosophical Forum i Studia Logica. W tomie Structure of Language and Its Mathematical Aspects pod redakcją Romana Jakobsona (1961) opublikował artykuł Congrammaticality, batteries of transformations and grammatical categories.
Na początku swojej drogi zawodowej interesował się zagadnieniami charakterystycznymi dla szkoły lwowsko-warszawskiej: semantyką, logiką formalną i metodologią nauk. W tym okresie najbliższe były mu filozofia nominalizmu Stanisława Leśniewskiego i reizmu Tadeusza Kotarbińskiego. Największy wpływ na formowanie jego poglądów miał Kotarbiński, w szczególności jego praca Elementy teorii poznania, logiki formalnej i metodologii nauk (1929). Z czasem, szczególnie pod wpływem wyjazdu do Stanów Zjednoczonych, Hiż zaczął porzucać absolutyzm swoich warszawskich profesorów na rzecz pragmatyzmu i pluralistycznego eklektyzmu.
Od końca lat 50. „zajmował się głównie zagadnieniami językoznawstwa oraz jego logicznych i filozoficznych podstaw”, skupiając swój program badawczy na gramatycznej teorii języka naturalnego; „zmierzał do nadania wyraźnej postaci gramatyce mowy potocznej”. Wykraczał w ten sposób poza zainteresowania szkoły lwowsko-warszawskiej, twierdząc, że można i należy „rozbudować logikę formalną tak, aby stosowała się do języka naturalnego”, choć „nie postulował pełnej formalizacji języka i jego teorii”.
Jego praca była utrzymana w kanonie naturalizmu scjentystycznego. Największy wpływ w zakresie językoznawstwa wywarł na niego Zellig Harris, którego Hiż poznał w 1951 roku na University of Pennsylvania, i którego uważał za głównego twórcę gramatyki formalnej. Hiż nie podzielał mentalizmu i natywizmu Noama Chomsky’ego, równocześnie „uznając wagę pojęcia kompetencji językowej”. Pod wpływem Leonarda Bloomfielda i W.V.O. Quine’a przyjął podstawy behawioryzmu lingwistycznego, zgodnie z którym przedmiotem pracy lingwisty nie są procesy psychiczne, lecz zachowania językowe. Posługiwał się terminologią wprowadzoną przez Rudolfa Carnapa, choć konsekwentnie stosował termin zdanie (sentence), zamiast sąd (proposition) na oznaczenie podstawowej jednostki badania logicznego (co objawiało jego związki ze szkołą lwowsko-warszawską). Traktował język jako zbiór zdań, na które działają transformacje; natomiast rozumienie języka uważał za ściśle związane z rozumieniem zdania w kontekście systemu innych zdań.
W kwestiach etyki opowiadał się za negatywnym utylitaryzmem, zalecającym „dbanie nie o dobro dla jak największej liczby osób, ale o zmniejszanie zła, w równym stopniu wobec każdego człowieka”. Był pacyfistą i twardym krytykiem wszelkich przejawów rasizmu.
Jako „radykalny ateista” „uważał, że wiara religijna jest przejawem irracjonalizmu” i „nie widział żadnej możliwości uzgodnienia religii z nauką”. Za Kotarbińskim uważał jednak, że należy odróżnić ateizm jako element światopoglądu od „bezbożnictwa, czyli szydzenia z religii czy też eliminacji jej siłą”, i był „jak najdalszy od narzucania światopoglądu laickiego innym ludziom”.
W szeregu swoich prac odnosił się do twórczości polskich filozofów, przede wszystkim Kotarbińskiego, ale również Stanisława Leśniewskiego i Leona Chwistka.

## Wybrane publikacje
- Logiczna podstawa semiotyki (1978)
- Wybór pism (2013, pośmiertnie[g])

## Nagrody
- Guggenheim Fellowship (1976)[3]
- Nagroda Fundacji Alfreda Jurzykowskiego (1982)[3]

## Upamiętnienie
W 1992 roku w serii Biblioteka Myśli Semiotycznej ukazała się książka Fragmenty filozoficzne ofiarowane Henrykowi Hiżowi w siedemdziesiątą piątą rocznicę urodzin pod redakcją Jerzego Pelca.
W 2010 roku Polskie Towarzystwo Semiotyczne ustanowiło Nagrodę im. Henryka i Danuty Hiżów jako „indywidualną nagrodę pieniężną przyznawaną w drodze konkursu za najlepszą pracę poświęconą filozofii języka i teorii znaku”. Fundusz Nagrody stanowią środki finansowe ofiarowane przez Hiżów jednemu z zaprzyjaźnionych polskich małżeństw, które następnie przekazało te środki Polskiemu Towarzystwu Semiotycznemu.